# The Sims Mobile
The Sims Mobile — це гра у жанрі симулятора життя, створена на основі ігор The Sims 4 та The Sims FreePlay для пристроїв на Android та iOS. Гра була анонсована 9 травня 2017 року у презентаційному трейлері. Гра вийшла 6 березня 2018 року.

## Ігровий процес
У The Sims Mobile гравці можуть створювати унікальних сімів за допомогою вбудованого редактора персонажів (Create-a-Sim), будувати будинки, створювати сім'ї та контролювати життя своїх сімів. Гра включає багатокористувацькі елементи, що дозволяють гравцям "взаємодіяти з симами інших гравців, відвідуючи їхні вечірки, натискаючи на NPC (неігровий персонаж) або оцінюючи своїх симів за допомогою системи наклейок.
Так як у попередніх мобільних іграх франшизи The Sims, енергія витрачається, коли гравці виконують дії зі своїми сімами. Цю енергію можна відновити за допомогою СімКешу, внутрішньої валюти, що заробляється під час ігрових квестів та мікротранзакцій. СімКеш також можна використовувати для придбання певних преміум-одягу та меблів у грі.
Порівняно з The Sims FreePlay, The Sims Mobile наближається до досвіду, що має власне розташування серії ігор для персональних комп'ютерів. Основний акцент приділяється нараторству через дії сімів, вибраних гравцем, під час розвитку кар'єри або побудови взаємин. Пройшовши ці історії, сіми можуть підвищувати свій рівень та розблоковувати нові сцени. Продовжені сюжети також можуть розкривати нові предмети одягу та меблі.

## Реліз
9 травня 2017 року гра стала доступною для тестування в App Store та Google Play в Бразилії. 6 березня 2018 року The Sims Mobile було запущено у всьому світі, однак Гонконг, материковий Китай та інші частини Азії залишилися недоступними для завантаження